# Stade olympique
Un stade olympique est un stade dans lequel se sont déroulés des Jeux olympiques. Certains sont construits pour l'occasion alors que d'autres existant déjà sont choisis pour l’événement. 

## Jeux olympiques d'été
Pour les Jeux olympiques d'été, le stade olympique désigne le stade qui accueille les compétitions d'athlétisme.
Traditionnellement, c'est dans ce lieu que se déroulent les cérémonies d'ouverture et de clôture. Cependant, en 2016, ces deux cérémonies se déroulent dans le stade Maracanã plutôt qu’au stade olympique João Havelange de Rio de Janeiro. En outre, en 2024, la cérémonie d'ouverture ne se déroule pas dans un stade mais sur la Seine et dans différents lieux de la ville de Paris, tandis qu'en 2028, la cérémonie d'ouverture devrait se dérouler à la fois dans le stade olympique (Los Angeles Memorial Coliseum) et dans un stade annexe (SoFi Stadium).
|        | Année | Ville                                                                                   | Pays                                                                                    | Nom du stade                                                                            | Nom original                                                                            | Capacité lors des Jeux                                                                  | Illustration                                                                            | Commentaires |
| ------ | ----- | --------------------------------------------------------------------------------------- | --------------------------------------------------------------------------------------- | --------------------------------------------------------------------------------------- | --------------------------------------------------------------------------------------- | --------------------------------------------------------------------------------------- | --------------------------------------------------------------------------------------- | --- |
| I      | 1896  | Athènes                                                                                 | Royaume de Grèce                                                                        | Stade panathénaïque                                                                     | Παναθηναϊκό Στάδιο                                                                      | 80 000                                                                                  |                                                                                         | Construit en 330 av. J.-C. et inauguré en 329 av. J.-C., le stade panathénaïque accueillit les Jeux olympiques antiques jusqu'en 393 ap. J.-C., date de l'abolition de ces derniers par l'Empereur Théodose Ier.                                                                           |
| II     | 1900  | Paris                                                                                   | France                                                                                  | Vélodrome de Vincennes                                                                  | Vélodrome de Vincennes                                                                  | 20 000                                                                                  |                                                                                         | |
| III    | 1904  | Saint-Louis                                                                             | États-Unis                                                                              | Francis Field                                                                           | Francis Field                                                                           | 25 000                                                                                  |                                                                                         | |
|        | 1906  | Athènes                                                                                 | Royaume de Grèce                                                                        | Stade panathénaïque                                                                     | Παναθηναϊκό Στάδιο                                                                      | 80 000                                                                                  |                                                                                         | Disputés pour célébrer l'anniversaire des 10 ans des Jeux olympiques modernes, ils furent ultérieurement considérés comme non officiels par le CIO. |
| IV     | 1908  | Londres                                                                                 | Royaume-Uni de Grande-Bretagne et d'Irlande                                             | White City Stadium                                                                      | White City Stadium                                                                      | 93 000                                                                                  |                                                                                         | |
| V      | 1912  | Stockholm                                                                               | Suède                                                                                   | Stade olympique de Stockholm                                                            | Stockholms Olympiastadion                                                               | 25 000                                                                                  |                                                                                         | |
| VI     | 1916  | Jeux attribués à Berlin ( Allemagne). Annulés à cause de la Première Guerre mondiale.   | Jeux attribués à Berlin ( Allemagne). Annulés à cause de la Première Guerre mondiale.   | Jeux attribués à Berlin ( Allemagne). Annulés à cause de la Première Guerre mondiale.   | Jeux attribués à Berlin ( Allemagne). Annulés à cause de la Première Guerre mondiale.   | Jeux attribués à Berlin ( Allemagne). Annulés à cause de la Première Guerre mondiale.   | Jeux attribués à Berlin ( Allemagne). Annulés à cause de la Première Guerre mondiale.   | Jeux attribués à Berlin ( Allemagne). Annulés à cause de la Première Guerre mondiale. |
| VII    | 1920  | Anvers                                                                                  | Belgique                                                                                | Stade olympique d'Anvers                                                                | Olympisch Stadion Antwerpen                                                             | 35 000                                                                                  |                                                                                         | |
| VIII   | 1924  | Paris                                                                                   | France                                                                                  | Stade olympique de Colombes                                                             | Stade olympique de Colombes                                                             | 45 000                                                                                  |                                                                                         | Renommé Stade olympique Yves-du-Manoir en 1928. |
| IX     | 1928  | Amsterdam                                                                               | Pays-Bas                                                                                | Stade olympique d'Amsterdam                                                             | Olympisch Stadion Amsterdam                                                             | 34 000                                                                                  |                                                                                         | |
| X      | 1932  | Los Angeles                                                                             | États-Unis                                                                              | Los Angeles Memorial Coliseum                                                           | Los Angeles Memorial Coliseum                                                           | 101 574                                                                                 |                                                                                         | |
| XI     | 1936  | Berlin                                                                                  | Reich allemand                                                                          | Stade olympique de Berlin                                                               | Olympiastadion Berlin                                                                   | 100 000                                                                                 |                                                                                         | |
| XII    | 1940  | Jeux attribués à Tokyo ( Japon). Annulés à cause de la Seconde Guerre mondiale.         | Jeux attribués à Tokyo ( Japon). Annulés à cause de la Seconde Guerre mondiale.         | Jeux attribués à Tokyo ( Japon). Annulés à cause de la Seconde Guerre mondiale.         | Jeux attribués à Tokyo ( Japon). Annulés à cause de la Seconde Guerre mondiale.         | Jeux attribués à Tokyo ( Japon). Annulés à cause de la Seconde Guerre mondiale.         | Jeux attribués à Tokyo ( Japon). Annulés à cause de la Seconde Guerre mondiale.         | Jeux attribués à Tokyo ( Japon). Annulés à cause de la Seconde Guerre mondiale. |
| XIII   | 1944  | Jeux attribués à Londres ( Royaume-Uni). Annulés à cause de la Seconde Guerre mondiale. | Jeux attribués à Londres ( Royaume-Uni). Annulés à cause de la Seconde Guerre mondiale. | Jeux attribués à Londres ( Royaume-Uni). Annulés à cause de la Seconde Guerre mondiale. | Jeux attribués à Londres ( Royaume-Uni). Annulés à cause de la Seconde Guerre mondiale. | Jeux attribués à Londres ( Royaume-Uni). Annulés à cause de la Seconde Guerre mondiale. | Jeux attribués à Londres ( Royaume-Uni). Annulés à cause de la Seconde Guerre mondiale. | Jeux attribués à Londres ( Royaume-Uni). Annulés à cause de la Seconde Guerre mondiale. |
| XIV    | 1948  | Londres                                                                                 | Royaume-Uni                                                                             | Stade de Wembley                                                                        | Wembley Stadium                                                                         | 127 000                                                                                 |                                                                                         | Démoli en 2003 afin de laisser place à un nouveau stade. |
| XV     | 1952  | Helsinki                                                                                | Finlande                                                                                | Stade olympique d'Helsinki                                                              | Helsingin Olympiastadion                                                                | 70 000                                                                                  |                                                                                         | |
| XVI    | 1956  | Melbourne                                                                               | Australie                                                                               | Melbourne Cricket Ground                                                                | Melbourne Cricket Ground                                                                | 104 000                                                                                 |                                                                                         | |
| XVII   | 1960  | Rome                                                                                    | Italie                                                                                  | Stade olympique de Rome                                                                 | Stadio olimpico di Roma                                                                 | 65 000                                                                                  |                                                                                         | |
| XVIII  | 1964  | Tokyo                                                                                   | Japon                                                                                   | Stade olympique national                                                                | 国立霞ヶ丘陸上競技場                                                                    | 90 000                                                                                  |                                                                                         | |
| XIX    | 1968  | Mexico                                                                                  | Mexique                                                                                 | Stade olympique universitaire                                                           | Estadio Olímpico Universitario                                                          | 83 700                                                                                  |                                                                                         | |
| XX     | 1972  | Munich                                                                                  | Allemagne de l'Ouest                                                                    | Stade olympique de Munich                                                               | Olympiastadion München                                                                  | 80 000                                                                                  |                                                                                         | |
| XXI    | 1976  | Montréal                                                                                | Canada                                                                                  | Stade olympique de Montréal                                                             | Stade olympique de Montréal                                                             | 73 286                                                                                  |                                                                                         | |
| XXII   | 1980  | Moscou                                                                                  | Union soviétique                                                                        | Stade Central Lénine                                                                    | Гранд Арена Центрального стадиона имени Ленина                                          | 103 000                                                                                 |                                                                                         | Rebaptisé Stade Loujniki (Стадион «Лужники») en 1992. |
| XXIII  | 1984  | Los Angeles                                                                             | États-Unis                                                                              | Los Angeles Memorial Coliseum                                                           | Los Angeles Memorial Coliseum                                                           | 92 516                                                                                  |                                                                                         | |
| XXIV   | 1988  | Séoul                                                                                   | Corée du Sud                                                                            | Stade olympique de Séoul                                                                | 서울올림픽주경기장                                                                      | 100 000                                                                                 |                                                                                         | |
| XXV    | 1992  | Barcelone                                                                               | Espagne                                                                                 | Stade olympique de Montjuïc                                                             | Estadi Olímpic de Montjuïc                                                              | 55 926                                                                                  |                                                                                         | Rebaptisé Stade olympique Lluís-Companys (Estadi Olímpic Lluís Companys) en 2001. |
| XXVI   | 1996  | Atlanta                                                                                 | États-Unis                                                                              | Centennial Olympic Stadium                                                              | Centennial Olympic Stadium                                                              | 85 000                                                                                  |                                                                                         | Reconverti en stade de baseball après les Jeux olympiques : le Turner Field. En 2017, le stade est une nouvelle fois reconfiguré, cette fois pour le football américain, et renommé Georgia State Stadium.                                                                                 |
| XXVII  | 2000  | Sydney                                                                                  | Australie                                                                               | Stadium Australia                                                                       | Stadium Australia                                                                       | 110 000                                                                                 |                                                                                         | Rebaptisé Telstra Stadium en 2002, puis ANZ Stadium en 2007. |
| XXVIII | 2004  | Athènes                                                                                 | Grèce                                                                                   | Stade olympique d'Athènes                                                               | Ολυμπιακό Στάδιο Αθήνας                                                                 | 71 030                                                                                  |                                                                                         | Le Stade panathénaïque, qui fut le stade olympique des JO de 1896, ne servit donc plus de stade olympique en 2004. Il accueillit toutefois plusieurs compétitions durant les Jeux. |
| XXIX   | 2008  | Pékin                                                                                   | Chine                                                                                   | Stade national de Pékin                                                                 | 北京国家体育场                                                                          | 91 000                                                                                  |                                                                                         | |
| XXX    | 2012  | Londres                                                                                 | Royaume-Uni                                                                             | Stade olympique de Londres                                                              | London Olympic Stadium                                                                  | 80 000                                                                                  |                                                                                         | |
| XXXI   | 2016  | Rio de Janeiro                                                                          | Brésil                                                                                  | Stade olympique João Havelange                                                          | Estádio Olímpico João Havelange                                                         | 60 000                                                                                  |                                                                                         | Les cérémonies d'ouverture et de clôture des Jeux olympiques ne se déroulèrent pas dans le stade olympique, mais dans le Stade Maracanã, qui possède une plus grande capacité (78 838 spectateurs). En outre, le stade olympique João Havelange a été renommé stade Nilton Santos en 2017. |
| XXXII  | 2020  | Tokyo                                                                                   | Japon                                                                                   | Stade olympique national                                                                | 国立霞ヶ丘陸上競技場                                                                    | 68 000                                                                                  |                                                                                         | Ce stade a été construit sur le site de l'ancien stade olympique national, démoli en 2015. |
| XXXIII | 2024  | Paris                                                                                   | France                                                                                  | Stade de France                                                                         | Stade de France                                                                         | 75 000                                                                                  |                                                                                         | Pour la première fois dans l'histoire des Jeux olympiques, la cérémonie d'ouverture ne se déroule pas dans un stade mais sur un fleuve, la Seine. Le stade de France accueille néanmoins la cérémonie de clôture des Jeux olympiques d'été de 2024.                                        |
| XXXIV  | 2028  | Los Angeles                                                                             | États-Unis                                                                              | Los Angeles Memorial Coliseum                                                           | Los Angeles Memorial Coliseum                                                           | 93 000                                                                                  |                                                                                         | La cérémonie d'ouverture se déroulera dans deux stades différents. Elle débutera au Los Angeles Memorial Coliseum et se terminera au Los Angeles Stadium at Hollywood Park, une première dans l'histoire des Jeux olympiques.                                                              |
| XXXV   | 2032  | Brisbane                                                                                | Australie                                                                               | Brisbane Cricket Ground                                                                 | Brisbane Cricket Ground                                                                 | 42 000 (actuelle) 50 000 (prévue)                                                       |                                                                                         | |

## Jeux olympiques d'hiver
Vu que les Jeux olympiques d'hiver n'accueillent pas de compétition d'athlétisme, des « stades olympiques » ne sont pas construits de manière systématique à cette occasion. Dès lors, il n'est pas rare que les cérémonies d'ouverture et de clôture aient lieu dans d'autres types d'infrastructures possédant des tribunes (stade de hockey, tremplin de saut à ski, etc.). Plusieurs stades olympiques furent néanmoins construits dans le cadre de Jeux olympiques d'hiver.
|       | Année | Ville                   | Pays           | Nom du stade                   | Nom original                  | Capacité lors des Jeux | Illustration | Commentaires |
| ----- | ----- | ----------------------- | -------------- | ------------------------------ | ----------------------------- | ---------------------- | ------------ | --- |
| I     | 1924  | Chamonix                | France         | Stade olympique de Chamonix    | Stade olympique de Chamonix   | 45 000                 |              | Reconverti en piste d'athlétisme |
| II    | 1928  | Saint-Moritz            | Suisse         | St. Moritz Olympic Ice Rink    | Eisstadion Badrutts Park      |                        |              | |
| III   | 1932  | Lake Placid             | États-Unis     | Stade olympique de Lake Placid | Olympic Stadium Lake Placid   |                        |              | |
| IV    | 1936  | Garmisch-Partenkirchen  | Reich allemand | Centre olympique               | Olympia-Kunsteisstadion       | 10 000                 |              | La cérémonie d'ouverture se déroule au Große Olympiaschanze                                                                          |
| VI    | 1952  | Oslo                    | Norvège        | Stade du Bislett               | Bislett stadion               |                        |              | |
| VII   | 1956  | Cortina d'Ampezzo       | Italie         | Stade olympique de glace       | Stadio olimpico del ghiaccio  |                        |              | |
| VIII  | 1960  | Squaw Valley            | États-Unis     | Blyth Arena                    |                               | 8 500                  |              | Démoli en 1983 |
| X     | 1968  | Grenoble                | France         | Stade olympique de Grenoble    | Stade olympique de Grenoble   | 60 000                 |              | Temporaire |
| XI    | 1972  | Sapporo                 | Japon          | Makomanai Open Stadium (en)    | 真駒内屋外競技場              | 50 000                 |              | |
| XIV   | 1984  | Sarajevo                | Yougoslavie    | Stade olympique Koševo         | Olimpijski stadion Koševo     | 50 000                 |              | Ce stade bâti en 1947, il a été renommé "stade Asim-Ferhatović-Hase", un footballeur yougoslave des années et 1950 et 1960, en 2004. |
| XVI   | 1992  | Albertville             | France         | Halle olympique                | Halle olympique               | 6 500                  |              | La cérémonie d'ouverture se déroule au Théâtre des Cérémonies                                                                        |
| XVIII | 1998  | Nagano                  | Japon          | Stade olympique de Nagano      | 長野オリンピックスタジアム    |                        |              | |
| XIX   | 2002  | Salt Lake City          | États-Unis     | Rice-Eccles Stadium            | Olympic Stadium Lake Placid   |                        |              | |
| XX    | 2006  | Turin                   | Italie         | Stade olympique de Turin       | Stadio Olimpico Grande Torino |                        |              | |
| XXI   | 2010  | Vancouver               | Canada         | BC Place                       |                               |                        |              | |
| XXII  | 2014  | Adler                   | Russie         | Stade olympique Ficht          | Олимпи́йский стадио́н «Фишт»    | 40 000                 |              | |
| XXIII | 2018  | PyeongChang             | Corée du Sud   | Stade olympique de Pyeongchang | 평창올림픽스타디움            | 35 000                 |              | Temporaire |
| XXIV  | 2022  | Pékin                   | Chine          | Stade national de Pékin        | 北京国家体育场                | 91 000                 |              | |
| XXV   | 2026  | Milan-Cortina d'Ampezzo | Italie         | Stade San Siro                 | Stadio Giuseppe Meazza        | 80 018                 |              | |
| XXVI  | 2030  | Alpes françaises        | France         | Allianz Riviera                |                               | 36 178                 |              | |
| XXVII | 2034  | Salt Lake City          | États-Unis     | Rice-Eccles Stadium            | Olympic Stadium Lake Placid   |                        |              | |

## Autres stades olympiques
Mais il peut s'agir aussi, de stades construits pour accueillir des Jeux olympiques, lorsque la candidature de la ville n'a pas été retenue, tels :
| Année | Ville      | Pays        | Nom du stade                 | Nom original               | Capacité | Illustration | Commentaires |
| ----- | ---------- | ----------- | ---------------------------- | -------------------------- | -------- | ------------ | --- |
| 1969  | Serravalle | Saint-Marin | Stadio Olimpico              | Stadio Olimpico            | 7 000    |              | Plus grand stade de Serravalle et de Saint-Marin. |
| 1984  | Téhéran    | Iran        | Stade Azadi                  | استاديوم آزادی             | 90 000   |              | Plus grand stade de Téhéran et d'Iran. |
| 2001  | Canton     | Chine       | Stade olympique du Guangdong | 广东奥林匹克体育中心       | 80 012   |              | Initialement envisagé dans le projet des jeux de 2008, avant que le projet du Stade national de Pékin ne lui soit préféré.                                                                       |
| 2004  | Séville    | Espagne     | Stade olympique de Séville   | Estadio de La Cartuja      | 57 619   |              | Deuxième plus grand de Séville derrière le stade Benito-Villamarín (60 720 places) et devant le stade Ramón-Sánchez-Pizjuán (43 883 places), tous deux utilisés principalement pour le football. |
| 2008  | Istanbul   | Turquie     | Stade olympique Atatürk      | Atatürk Olympiyat Stadyumu | 75 145   |              | Plus grand stade d'Istanbul et de Turquie. |
| 2020  | Bakou      | Azerbaïdjan | Stade olympique de Bakou     | Bakı Olimpiya Stadionu     | 69 870   |              | Plus grand stade de Bakou et d'Azerbaïdjan. A accueilli la première édition des jeux européens en 2015.                                                                                          |

Ou lorsque des matches ou des compétitions s'y sont tenus :
| Jeux olympiques concernés | Ville    | Pays        | Nom du stade                | Nom original              | Capacité lors des jeux | Illustration | Commentaires |
| ------------------------- | -------- | ----------- | --------------------------- | ------------------------- | ---------------------- | ------------ | --- |
| Rome 1960                 | Grosseto | Italie      | Stade olympique de Grosseto | Stadio Comunale Olimpico  | 12 000                 |              | A accueilli trois matches du tournoi olympique de football des Jeux olympiques de 1960 : Bulgarie - Turquie, France - Inde et Grande-Bretagne - Taïwan. A été renommé en l'honneur du joueur du club de football local US Grosseto 1912, Carlo Zecchini.                |
| Sarajevo 1984             | Sarajevo | Yougoslavie | Stade olympique Koševo      | Olimpijski stadion Koševo | 50 000                 |              | Ce stade bâti en 1947 a accueilli la cérémonie d'ouverture des Jeux olympiques d'hiver de 1984. Son nom est tiré du quartier de Sarajevo où il est situé. Il a été renommé "stade Asim-Ferhatović-Hase", un footballeur yougoslave des années et 1950 et 1960, en 2004. |